# 马头镇 (南宁市)
马头镇，是中华人民共和国广西壮族自治区南宁市武鸣区下辖的一个乡镇级行政单位。

## 行政区划
马头镇下辖以下地区：
马头社区、小陆村、全曾村、莫阳村、清江村、全苏村、那堤村、四明村、玉元村、灵坡村、敬三村、六户村和荣庞村。